# 史氏 (李文妻)
史氏，金朝女性人物，同州白水（今陕西省白水县）人，李文之妻。
李文去世后，史氏服丧完毕，誓死不再改嫁。其父强迫她回到娘家，许嫁同县之人姚乙为妻。史氏不听父命，姚乙向官府上告，被逮，史氏于是自缢而死。皇帝下诏有关部门致祭史氏之墓。